# Диего Карлос (1988)
Дие́го Ка́рлос де Оливе́йра (порт. Diego Carlos de Oliveira; род. 15 мая 1988, Сан-Паулу) — бразильский футболист, полузащитник.

## Карьера
Вырос в бедной семье. Жил в пригороде города Сан-Паулу. Родители работают на дому. У Диего есть два брата и сестра.
Футболом начал заниматься в Сан-Паулу, где в 13 лет был замечен скаутами из клуба «Фламенго». За «Фламенго» играл на протяжении 5 лет, затем ещё пару лет поиграл за бразильские клубы низших дивизионов.
В 2011 году агент Лима, который долгое время играл на Украине, посоветовал Диего попробовать свои силы в российском чемпионате и пройти просмотр в клубе «Нижний Новгород». Успешно пройдя просмотр подписал контракт. В нижегородском клубе за полсезона с 10 голами стал лучшим бомбардиром команды. Когда у клуба появились проблемы с деньгами, руководство хотело отдать Диего в аренду «Лучу-Энергии», но в итоге было решено продать игрока. За дальневосточную команду Диего провёл всего 7 матчей и по итогам сезона «Луч» выбыл во второй дивизион. Так как во втором дивизионе запрещено играть легионерам, Диего стал рассматривать предложения от других клубов, среди которых были «Мордовия», «Алания», «Балтика» и «Уфа». По рекомендации своего соотечественника Артура Вильяма перешёл в «Уфу». В сезоне 2013/14 помог башкирской команде выйти в Премьер-лигу.